# Polinices uber
Polinices uber is een slakkensoort uit de familie van de Naticidae. De wetenschappelijke naam van de soort is voor het eerst geldig gepubliceerd in 1832 door Valenciennes.